# Сандвіч (переписна місцевість, Массачусетс)
Сандвіч (англ. Sandwich) — переписна місцевість (CDP) в США, в окрузі Барнстебел штату Массачусетс. Населення — 2998 осіб (2020).

## Географія
Сандвіч розташований за координатами 41°45′25″ пн. ш. 70°29′53″ зх. д. / 41.75694° пн. ш. 70.49806° зх. д. (41.757064, -70.498019).  За даними Бюро перепису населення США в 2010 році переписна місцевість мала площу 9,86 км², з яких 9,37 км² — суходіл та 0,48 км² — водойми.

## Демографія
Згідно з переписом 2010 року, у переписній місцевості мешкали 2962 особи в 1417 домогосподарствах у складі 808 родин. Густота населення становила 301 особа/км².  Було 1829 помешкань (186/км²).
Расовий склад населення:
| - 97,2 % — білих - 1,4 % — азіатів - 0,3 % — чорних або афроамериканців - 0,1 % — вихідців з тихоокеанських островів |

До двох чи більше рас належало 0,5 %. Частка іспаномовних становила 0,8 % від усіх жителів.
За віковим діапазоном населення розподілялося таким чином: 15,8 % — особи молодші 18 років, 56,1 % — особи у віці 18—64 років, 28,1 % — особи у віці 65 років та старші. Медіана віку мешканця становила 53,0 року. На 100 осіб жіночої статі у переписній місцевості припадало 86,6 чоловіків;  на 100 жінок у віці від 18 років та старших — 82,7 чоловіків також старших 18 років.
Середній дохід на одне домашнє господарство  становив 84 769 доларів США (медіана — 67 857), а середній дохід на одну сім'ю — 105 378 доларів (медіана — 93 438). Медіана доходів становила 52 401 долар для чоловіків та 60 921 долар для жінок. За межею бідності перебувало 6,9 % осіб, у тому числі 6,9 % дітей у віці до 18 років та 6,0 % осіб у віці 65 років та старших.
Цивільне працевлаштоване населення становило 1534 особи. Основні галузі зайнятості: освіта, охорона здоров'я та соціальна допомога — 26,4 %, роздрібна торгівля — 18,2 %, мистецтво, розваги та відпочинок — 12,1 %, науковці, спеціалісти, менеджери — 10,2 %.